# بيدن باول
بيدن باول (بالإنجليزية: Baden Powell)‏ هو لاعب كرة قدم بريطاني، ولد في 17 يونيو 1931 في Hebburn ‏ في المملكة المتحدة، وتوفي في 2014 في سندرلاند في المملكة المتحدة. لعب مع دارلينجتون إف سى.